# هم‌نشین‌ریختان
هم‌نشین‌ریختان (نام علمی: Bibionomorpha) نام یک فروراسته از زیرراسته نخ‌شاخکان است.